# 26909 Лефшец
26909 Лефшец (26909 Lefschetz) — астероїд головного поясу, відкритий 24 квітня 1996 року.
Тіссеранів параметр щодо Юпітера — 3,356.
Носить ім'я Соломона Лефшеца — американського математика.